# Operatie Attila
Operatie Attila is het 24ste stripalbum uit de reeks Marsupilami. Het verhaal werd geschreven door Stéphan Colman en getekend door Batem. Het album werd in 2011 uitgegeven door Marsu Productions.
Het verhaal vormt een vervolg op het vorige album uit de reeks, Een groene val. Zoals de vier vorige albums heeft dit album als thema de vernieling van het regenwoud en is het gedrukt op papier van FSC-gecertificeerd hout.

## Verhaal
Volgens legenden bevindt zich in het Palombiaanse meer Jhekunnerunsthaan een grote massa goud, afkomstig van offers van de inboorlingen. Aan dit meer is Diana met haar neefje Hector onderzoek aan het doen. Tijdens een spelletje van Hector en de Marsupilami duikt die laatste onder water en komt er een onderzeeër tegen. De onderzeeër is op pad gestuurd door Felicia Devort, die daarmee de goudschat hoopt te vinden, waarna ze het meer kan vergiftigen en omvormen tot een zwembad. De bestuurders grijpen de Marsupilami met een grijparm bij de staart. De Marsupilami heeft echter een oersterke staart en trekt de onderzeeër met zijn staart uit het water. Op de oever worden de inzittenden weggejaagd door een aantal inboorlingen, die daarna even snel verdwijnen als ze waren gekomen. Hector en Diana stappen in de onderzeeër en komen er de plannen van Devort te weten. Intussen tekenen de inboorlingen een plattegrond in hun kamp. Hector wil deze plek met de onderzeeër onderzoeken. Hector kan het toestel echter niet besturen en de onderzeeër komt vast te zitten. De Marsupilami schiet weer ter hulp en trekt de onderzeeër naar het oppervlak. Daar belanden ze in het kamp van Devort. Devort en haar handlangers nemen Hector, Diana en de familie Marsupilami gevangen, waardoor ze niet zien dat ze zelf plots worden aangevallen door de inboorlingen. Ze vuren pijltjes met een verdovend middel op de bandieten af, waarna ze allen in slaap vallen. De enige die wakker blijft, een helikopterpiloot, krijgt de opdracht Devort en haar handlangers ver weg van het oerwoud te brengen.